# Haitisnabelslidmus
Haitisnabelslidmus (Solenodon paradoxus) är en däggdjursart som beskrevs av Brandt 1833. Solenodon paradoxus ingår i släktet Solenodon och familjen snabelslidmöss.

## Utseende
Däggdjuret blir 28 till 33 cm lång (huvud och bål) och väger 600 till 1000 g. Haitisnabelslidmusen liknar en stor näbbmus med naken svans, nos, nakna fötter och den saknar även hår på öronens spetsar. Annars är kroppen täckt av rödbrun päls. Arten har kraftiga framtassar med klor och tårna vid bakfötterna bär likaså klor. På varje sida av underkäken finns i den andra framtanden en ränna för att injicera den giftiga saliven i bytet. Tandformeln är I 3/3 C 1/1 P 3/3 M 3/3, alltså 40 tänder.

## Utbredning och habitat
Arten förekommer med flera från varandra skilda populationer på Hispaniola. Utbredningsområdet är mindre än 100 km². Habitatet utgörs av skogar, buskskogar och kanter av jordbruksmark.

## Ekologi
Individerna är främst aktiva på natten. Under dagen vilar de i självgrävda bon, i bergssprickor, under stenar eller andra lämpliga gömställen. Boet används ofta av en liten flock som kan ha 8 medlemmar. Födan utgörs av insekter och spindeldjur som grävs fram med framtassarnas klor eller med nosen. Honor föder upp till två ungar per kull. Ungarna stannar ganska länge hos modern och blir först efter några månader självständiga.
Haitisnabelslidmusen gräver ibland liksom mullvadar tunnlar för att nå födan. Enligt allt som är känt finns inga fasta parningstider. Honan är cirka 50 dagar dräktig och ungarna är vid födelsen blinda och glest täckta med hår. De väger i början 40 till 55 g. I sällsynta fall föds tre ungar men bara 2 kan överleva på grund av att honan bara har två spenar. Ungarna börjar efter cirka 13 veckor med fast föda. I fångenskap kan arten leva 11 år.
Arten hade inga naturliga fiender före européernas ankomst på ön. Den jagas idag av introducerade rovdjur som javanesisk mungo (Herpestes javanicus), tamkatt, hund och råttor.

## Status
Utöver de nya fienderna hotas Haitisnabelslidmusen av habitatförstöring. Det kända utbredningsområdet är mindre än 500 km². IUCN kategoriserar arten globalt som starkt hotad.

## Underarter
Arten delas in i följande underarter:
- S. p. paradoxus
- S. p. woodi